# 府中市立府中第二中学校
府中市立府中第二中学校（ふちゅうしりつ ふちゅうだいにちゅうがっこう）は、東京都府中市紅葉丘一丁目にある公立の中学校である。

## 沿革
- 1947年（昭和22年） - 東京都北多摩郡多磨村立多磨中学校として開校
- 1954年（昭和29年）4月1日 - 合併、市制施行により名称を府中市立府中第二中学校に変更
- 2019年（令和元年）8月30日 - 校庭にH型ラグビーポールが完成、同日に式典を開催した[1]

## 部活動

### 運動部
サッカー部　陸上部　卓球部　野球部　水泳部 ラグビー部　男子バスケットボール部　女子バスケットボール部　女子硬式テニス部　男子バレーボール部　女子バレーボール部　バドミントン部

### 文化部
合唱部　K組ものづくり部　数学部　演劇部　茶道部　家庭科部　書道部　美術部　和太鼓部　パソコン部

## 校区
- 多磨町の全域
- 朝日町の全域
- 紅葉丘の全域
- 白糸台一丁目の1、3、5、7、9、11、13、15、17、56から83番以外の地域
- 白糸台二丁目の1、3、5、7、9、11、13、59から72番以外の地域
- 白糸台三丁目の1、3、5、7、9、11、13、15、17、44から54番以外の地域
- 白糸台六丁目の1、3、5、15から59番以外の地域
- 若松町一丁目の25から39番
- 若松町二丁目の39番（7）、40番（1、2、5、8、11から20、23、30、32及び40から42）
- 若松町三丁目の27から42番
- 若松町四丁目の19から45番
- 若松町五丁目の7から17番[3]

## 交通アクセス
- 京王電鉄京王線 多磨霊園駅
- 西武鉄道多摩川線 白糸台駅
- 西武鉄道多摩川線 多磨駅
- 京王電鉄バス武95/武85/磨01 第二中学校停留所[4]